# Saskia Bricmont
Saskia Bricmont (Tournai, 16 marzo 1985) è una politologa e politica belga, membro di Ecolo. È diventata europarlamentare in occasione delle elezioni europee del 2019 e riconfermata nel 2024, all'interno del gruppo Verdi/ALE per la IX e X legislatura.

## Formazione e carriera
Saskia Bricmont è cresciuta nella regione belga del Pays des Collines vicino ad Ath. Dopo gli studi presso l'Athenée Royal d'Ath, Bricmont si è trasferita a Bruxelles nel 2002 per studiare scienze politiche e relazioni internazionali presso l'Université libre de Bruxelles. Nel 2007 si è formata in studi europei presso l'Institut d'études européennes.
Nel 2007, Bricmont ha iniziato a lavorare come consulente per le questioni europee, internazionali e di cooperazione allo sviluppo presso il Parlamento federale del Belgio per i parlamentari di Ecolo e dei Verdi. Successivamente ha collaborato con Evelyne Huytebroeck, ministro brussellese per l'ambiente e la riduzione della povertà. Nel 2009 ha assunto la direzione del dipartimento scientifico di Ecolo.
Dal 2015 lavora per conto dell'agenzia Ideta nell'ambito dello sviluppo territoriale della Piccardia Vallonia (regione di Tournai), in particolare come punto di contatto per l'Eurometropoli, regione transfrontaliera comprendente Lilla e Kortrijk.

## Carriera politica
Oltre al suo lavoro professionale per Ecolo, Bricmont è impegnata dal 2007 nel partito verde francofono. Nel 2012 è stata eletta consigliere comunale della sua città natale, Ath. 
Nel 2019, Bricmont si è candidata per Ecolo alle elezioni europee, posizionandosi seconda dietro Philippe Lamberts. Ecolo ha ottenuto il 19,91% in Vallonia e il 16,37% nella Comunità germanofona e quindi 2 dei 21 seggi belgi – Bricmont è così entrata a far parte del Parlamento europeo per la IX legislatura. Si è unita al gruppo Verdi/ALE, così come ha fatto il suo collega di partito Lambert. Per il suo gruppo è stata membro della commissione per le libertà civili, la giustizia e gli affari interni e membro supplente della commissione per il commercio internazionale nella IX legislatura (2019-2024). Nella X legislatura (2024-2029) è nuovamente membro della commissione per le libertà civili, la giustizia e gli affari interni, nonché membro supplente della commissione per il commercio internazionale e della commissione per il mercato interno e la protezione dei consumatori.

## Vita privata
Saskia Bricmont ha due figli.